# Trimethoprim
Trimethoprim (TMP) là một kháng sinh được sử dụng chủ yếu trong điều trị nhiễm trùng bàng quang. Một số bệnh khác mà thuốc được sử dụng có thể kể đến như nhiễm trùng tai giữa và bệnh tiêu chảy của du khách. Khi kết hợp với sulfamethoxazol hoặc dapsone, kháng sinh này cũng có thể sử dụng để chữa bệnh viêm phổi do Pneumocystis ở những người nhiễm HIV/AIDS. Chúng được đưa vào cơ thể qua đường miệng.
Các tác dụng phụ thường gặp là buồn nôn, thay đổi vị giác và phát ban. Chúng có thể dẫn đến các vấn đề về máu như không đủ tiểu cầu hoặc bạch cầu nhưng rất hiếm. Trimethoprim cũng có thể làm cho da nhạy cảm với ánh sáng mặt trời. Người ta có ghi nhận về khả năng gây hại của thuốc trong thai kỳ ở một số động vật nhưng không phải ở người. Khánh sinh này có tác động bằng cách ngăn chặn trao đổi chất folate thông qua enzyme dihydrofolate reductase ở một số vi khuẩn và do đó, những vi khuẩn này sẽ chết.
Trimethoprim được sử dụng lần đầu tiên vào năm 1962. Nó nằm trong danh sách các thuốc thiết yếu của Tổ chức Y tế Thế giới, tức là nhóm các loại thuốc hiệu quả và an toàn nhất cần thiết trong một hệ thống y tế. Chúng có sẵn dưới dạng thuốc gốc và không tốn kém lắm về mặt kinh tế. Tại Hoa Kỳ, một đợt điều trị mười ngày có giá khoảng 21 đô la.